# Rozkład zero-jedynkowy
Rozkład zero-jedynkowy – dyskretny rozkład prawdopodobieństwa, szczególny przypadek rozkładu dwupunktowego, dla którego zmienna losowa przyjmuje tylko wartości: 0 i 1.
Jest on na przykład rezultatem doświadczenia (zwanego próbą Bernoulliego), w wyniku którego określone zdarzenie {\displaystyle A} wystąpi lub nie wystąpi.
Wówczas jeżeli
{\displaystyle P(A)=p,}
to
{\displaystyle P({\bar {A}})=1-p=q,}
gdzie {\displaystyle {\bar {A}}} oznacza zdarzenie przeciwne, oraz
{\displaystyle P(X=1)=p,}
{\displaystyle P(X=0)=q.}
W krajach anglojęzycznych rozkład ten nazywany jest Bernoulli distribution. W polskim piśmiennictwie jednak zwyczajowo rozkład Bernoulliego oznacza rozkład dwumianowy.